# Еврейский квартал (Львов)

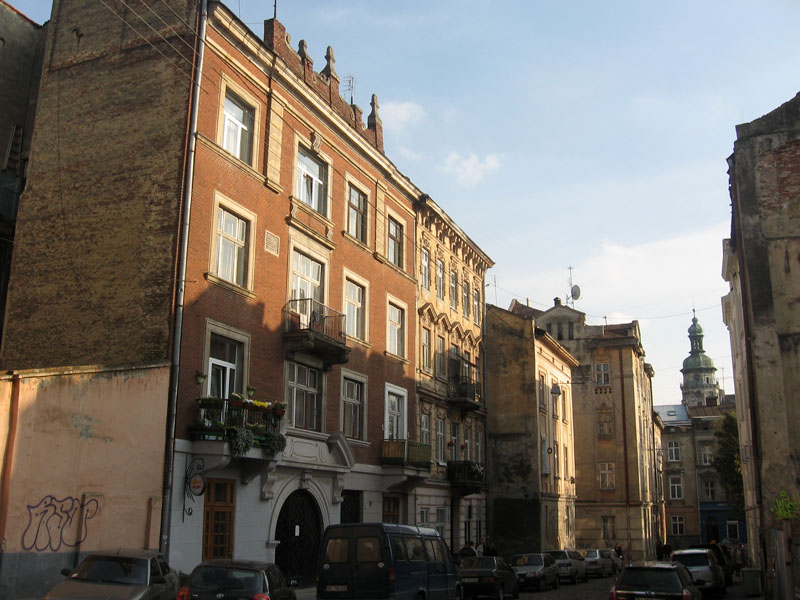
Улица Ивана Фёдорова (эта часть улицы — бывшая Еврейская улица)

Евре́йский кварта́л — средневековое еврейское гетто во Львове, существовавшее в польский период истории города.

## Образование квартала
Евреи известны во Львове с 1352 года, когда они поселились возле подножия горы Высокий Замок и образовали предместье (в будущем разросшееся и получившее название Краковского предместья). Во второй половине 14 века отдельная община образовалась в самом городе, внутри городских стен. Первое упоминание о львовской городской общине относится к 1387 году.
Городские евреи имели право жить лишь в границах своего квартала. Гетто имело две основные улицы: часть современных улиц Ивана Фёдорова и Староеврейской. С восточной стороны его границей была стена городского арсенала, с южной — городская стена. Западная граница образовывалась стеной, которая ограждала квартал от улицы Скотской (ныне Сербская). С севера еврейские дома прилегали к задним частям домов на улице Русской. На ночь Еврейские ворота закрывались со стороны города и изнутри.

## Жизнь внутри квартала

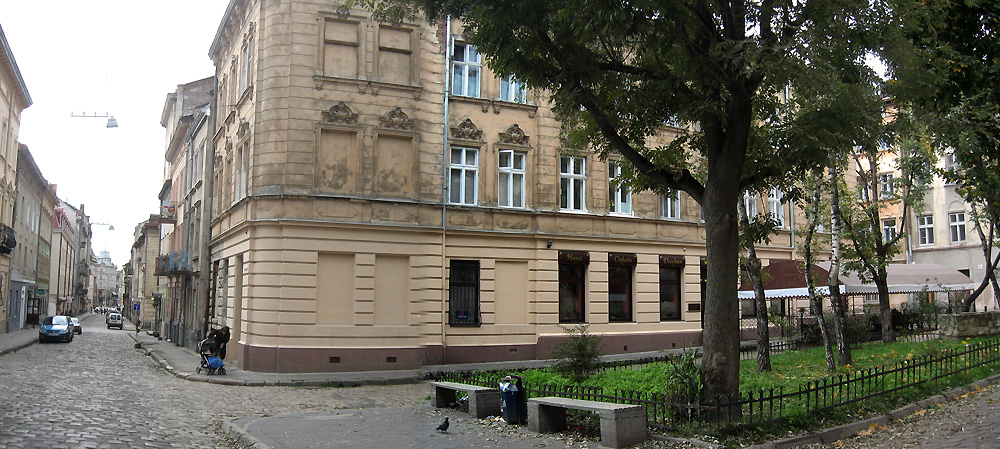
Улица Братьев Рогатинцев и площадь Колиивщины (Векслярская)

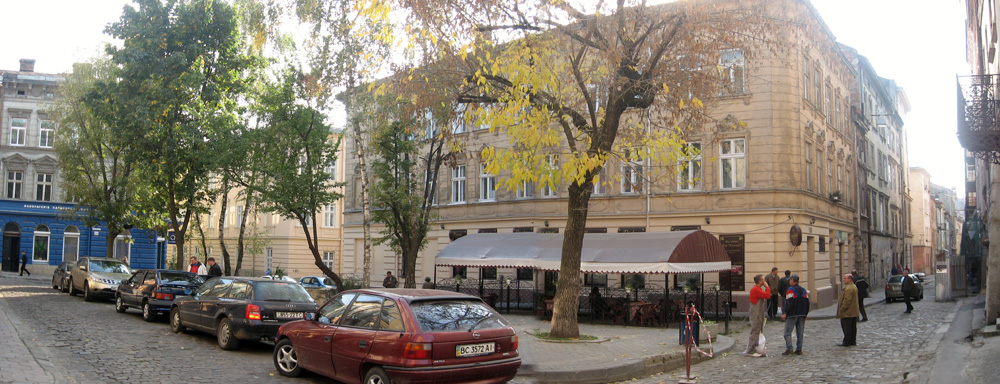
Площадь Колиивщины и улица Староеврейская

В 1550 году в еврейском квартале проживало 352 человека, у неё были отдельная синагога, другие религиозные и общинные учреждения. Общим у городской и предместной общин было кладбище, которое впервые упоминается в 1441 году.
Большое количество евреев прибыло во Львов после 1569 года с запада, когда согласно Люблинской унии, поляки и евреи получили право переезжать восточнее, на земле Великого княжества Литовского.
Основой экономики еврейского квартала была торговля, евреям было разрешено также заниматься ремеслом и ростовщичеством. Поскольку евреи выступали конкурентами купцов и ремесленников, это вызвало ненависть горожан. Богатые евреи также арендовали у феодалов их имения и право торговли спиртными напитками в их владениях.
Городские власти запретили евреям селиться вне еврейского квартала и ограничивали их торговлю. В 1656 году король Ян II Казимир издал запрет сдавать евреям в аренду дома и лавки за пределами еврейского квартала. В 1709 году этот запрет подтвердили городские власти Львова, а в 1710 году король Август II. Однако, евреям удавалось обходить этот запрет: в 1738 году насчитывалась 71 лавка без права торговли, принадлежавшая евреям.
Во львовском еврейском квартале со временем возрастало население и становилось очень тесно. В течение 15-16 веков цены на землю на территории гетто возросли в сто раз. Поэтому в гетто появились самые высокие, до пяти этажей, жилые дома в городе. скученность и теснота приводили к пожарам и эпидемиям.
Частыми были погромы: в 1572, 1592, 1613, 1618, 1638, 1664 (в этом году в гетто убили 129 человек), продолжались они и в XVIII веке. Погромы совершали шляхта, солдаты, студенты иезуитской коллегии.
Во второй половине XVII веке многие жители еврейского квартала из-за перенаселенности стали переезжать в принадлежавшие польским аристократам города Жолкву, Свирж, Бучач, в конце XVII века — в Броды.
Во второй половине XVIII века городская община формально объединилась с предместной. По указу о веротерпимости, изданному австрийским императором Иосифом II в 1789 году для евреев Галиции, они были объединены официально. Как и раньше, евреи имели право жить только в пределах своего квартала. Это положение сохранялось до отмены запрета в 1868 году, когда богатые покинули гетто, остались бедняки.

## Исторические памятники
Сохранились руины синагоги Золотая Роза, которая была построена в стиле ренессанс в 1582 году. Это была главная синагога еврейского квартала. Остались здания, которые занимали хедер и ритуальные бани, здания, которые когда-то принадлежали еврейским старейшинам.